# Lijst van bestverkochte albums wereldwijd
Dit is de lijst van bestverkochte albums wereldwijd. De lijst heeft de volgende criteria: de verkoopcijfers moeten gepubliceerd zijn door een betrouwbare bron, en er moeten wereldwijd meer dan 20 miljoen platen van zijn verkocht. Van de meeste albums zijn verschillende verkoopcijfers, in deze lijst staat het hoogst genoemde aantal.
| Artiest                                 | Album                                                | Uitgebracht | Genre              | Verkocht (in miljoenen) | Bronnen                 |
| --------------------------------------- | ---------------------------------------------------- | ----------- | ------------------ | ----------------------- | ----------------------- |
| Michael Jackson                         | Thriller                                             | 1982        | Pop/R&B            | 110                     | [ 1 ] [ 2 ] [ 3 ] [ 4 ] |
| Pink Floyd                              | The Dark Side of the Moon                            | 1973        | Rock               | 50                      | [ 5 ]                   |
| AC/DC                                   | Back in Black                                        | 1980        | Rock               | 49                      | [ 6 ]                   |
| Whitney Houston/Verschillende artiesten | The Bodyguard: Original Soundtrack Album             | 1992        | Pop/R&B            | 44                      | [ 7 ]                   |
| Meat Loaf                               | Bat Out of Hell                                      | 1977        | Rock               | 43                      | [ 8 ]                   |
| Eagles                                  | Their Greatest Hits (1971–1975)                      | 1976        | Rock               | 42                      | [ 9 ]                   |
| Verschillende artiesten                 | Dirty Dancing                                        | 1987        | Dance/Pop          | 42                      | [ 10 ]                  |
| Andrew Lloyd Webber                     | The Phantom of the Opera                             | 1986        | Musical            | 40                      | [ 11 ]                  |
| Backstreet Boys                         | Millennium                                           | 1999        | Pop                | 40                      | [ 12 ] [ 13 ]           |
| Bee Gees/Verschillende artiesten        | Saturday Night Fever: The Original Movie Sound Track | 1977        | Disco              | 40                      | [ 14 ]                  |
| Fleetwood Mac                           | Rumours                                              | 1977        | Rock               | 40                      | [ 15 ]                  |
| Shania Twain                            | Come On Over                                         | 1997        | Country/Pop        | 40                      | [ 16 ]                  |
| Led Zeppelin                            | Led Zeppelin IV                                      | 1971        | Rock               | 37                      | [ 17 ]                  |
| Alanis Morissette                       | Jagged Little Pill                                   | 1995        | Rock               | 33                      | [ 18 ]                  |
| The Beatles                             | Sgt. Pepper's Lonely Hearts Club Band                | 1967        | Rock               | 32                      | [ 19 ]                  |
| Céline Dion                             | Falling into You                                     | 1996        | Pop                | 32                      | [ 20 ]                  |
| Mariah Carey                            | Music Box                                            | 1993        | Pop/R&B            | 32                      | [ 21 ]                  |
| Michael Jackson                         | Dangerous                                            | 1991        | Pop/R&B            | 32                      | [ 22 ]                  |
| The Beatles                             | 1                                                    | 2000        | Rock               | 31                      | [ 23 ]                  |
| Céline Dion                             | Let's Talk About Love                                | 1997        | Pop                | 31                      | [ 24 ]                  |
| Britney Spears                          | ...Baby One More Time                                | 1999        | Pop                | 30                      | [ 25 ]                  |
| Backstreet Boys                         | Backstreet Boys                                      | 1997        | Pop                | 30                      | [ 26 ]                  |
| Adele                                   | 21                                                   | 2011        | Pop                | 30                      | [ 27 ]                  |
| The Beatles                             | Abbey Road                                           | 1969        | Rock               | 30                      | [ 24 ]                  |
| Bee Gees                                | Spirits Having Flown                                 | 1979        | Disco/Pop          | 30                      | [ 28 ]                  |
| Bruce Springsteen                       | Born in the U.S.A.                                   | 1984        | Rock               | 30                      | [ 29 ]                  |
| James Horner                            | Titanic                                              | 1997        | Soundtrack         | 30                      | [ 30 ]                  |
| Dire Straits                            | Brothers in Arms                                     | 1985        | Rock               | 30                      | [ 31 ]                  |
| Michael Jackson                         | Bad                                                  | 1987        | Pop/R&B            | 30                      | [ 32 ]                  |
| Pink Floyd                              | The Wall                                             | 1979        | Rock               | 30                      | [ 33 ]                  |
| Verschillende artiesten                 | Grease                                               | 1978        | Pop                | 28                      | [ 34 ]                  |
| Bon Jovi                                | Slippery When Wet                                    | 1986        | Rock               | 28                      | [ 35 ]                  |
| Guns N' Roses                           | Appetite for Destruction                             | 1987        | Rock               | 28                      | [ 36 ]                  |
| ABBA                                    | ABBA Gold: Greatest Hits                             | 1992        | Pop                | 26                      | [ 37 ]                  |
| Hootie & the Blowfish                   | Cracked Rear View                                    | 1994        | Alternative Rock   | 26                      | [ 38 ]                  |
| Nirvana                                 | Nevermind                                            | 1991        | Grunge/Rock        | 26                      | [ 39 ]                  |
| Iron Butterfly                          | In-A-Gadda-Da-Vida                                   | 1968        | Rock               | 25                      | [ 40 ]                  |
| Mariah Carey                            | Daydream                                             | 1995        | Pop/R&B            | 25                      | [ 41 ]                  |
| Queen                                   | Greatest Hits                                        | 1981        | Rock               | 25                      | [ 42 ]                  |
| Santana                                 | Supernatural                                         | 1999        | Rock               | 25                      | [ 43 ]                  |
| Simon & Garfunkel                       | Bridge over Troubled Water                           | 1970        | Folk Rock          | 25                      | [ 44 ]                  |
| U2                                      | The Joshua Tree                                      | 1987        | Rock               | 25                      | [ 45 ]                  |
| Whitney Houston                         | Whitney Houston                                      | 1985        | Pop/R&B            | 25                      | [ 7 ]                   |
| Backstreet Boys                         | Black & Blue                                         | 2000        | Pop                | 24                      | [ 13 ]                  |
| Linkin Park                             | Hybrid Theory                                        | 2000        | Rock/metal         | 24                      | [ 46 ]                  |
| Madonna                                 | True Blue                                            | 1986        | Pop                | 24                      | [ 47 ]                  |
| Ace of Base                             | Happy Nation/The Sign                                | 1994        | Pop                | 23                      | [ 48 ]                  |
| Spice Girls                             | Spice                                                | 1996        | Pop                | 23                      | [ 49 ]                  |
| Carole King                             | Tapestry                                             | 1971        | Pop                | 22                      | [ 50 ] [ 51 ]           |
| Madonna                                 | The Immaculate Collection                            | 1990        | Pop/Dance          | 22                      | [ 52 ]                  |
| Metallica                               | Metallica                                            | 1991        | Metal              | 22                      | [ 53 ]                  |
| Dido                                    | No Angel                                             | 1999        | Pop                | 21                      | [ 54 ]                  |
| Madonna                                 | Like a Virgin                                        | 1984        | Pop/Dance          | 21                      | [ 55 ]                  |
| Andrea Bocelli                          | Romanza                                              | 1997        | Pop / Operatic Pop | 20                      | [ 56 ]                  |
| Billy Ray Cyrus                         | Some Gave All                                        | 1992        | Country            | 20                      | [ 57 ]                  |
| Bob Marley & The Wailers                | Legend: The Best of Bob Marley & The Wailers         | 1984        | Reggae             | 20                      | [ 58 ] [ 59 ]           |
| Blondie                                 | Parallel Lines                                       | 1978        | Rock               | 20                      | [ 60 ]                  |
| Green Day                               | Dookie                                               | 1994        | Pop                | 20                      | [ 61 ]                  |
| Cher                                    | Believe                                              | 1994        | punk rock          | 20                      | [ 62 ]                  |
| Def Leppard                             | Hysteria                                             | 1987        | Rock               | 20                      | [ 63 ]                  |
| George Michael                          | Faith                                                | 1987        | Pop/R&B            | 20                      | [ 64 ]                  |
| Janet Jackson                           | janet                                                | 1993        | Pop/R&B            | 20                      | [ 65 ]                  |
| Lionel Richie                           | Can't Slow Down                                      | 1983        | Pop/R&B            | 20                      | [ 66 ]                  |
| Michael Jackson                         | HIStory: Past, Present and Future, Book I            | 1995        | Pop/R&B            | 20                      | [ 67 ]                  |
| Michael Jackson                         | Off the Wall                                         | 1979        | Pop/R&B            | 20                      | [ 68 ]                  |
| Norah Jones                             | Come Away with Me                                    | 2002        | Jazz               | 20                      | [ 69 ]                  |
| Pink Floyd                              | Wish You Were Here                                   | 1975        | Rock               | 20                      | [ 70 ]                  |
| Prince & the Revolution                 | Purple Rain                                          | 1984        | Rock               | 20                      | [ 34 ]                  |
| Spice Girls                             | Spiceworld                                           | 1997        | Pop                | 20                      | [ 71 ]                  |
| Tina Turner                             | Private Dancer                                       | 1984        | Rock               | 20                      | [ 72 ]                  |
| Usher                                   | Confessions                                          | 2004        | R&B                | 20                      | [ 73 ]                  |